# 利未记第18章
利未记18章是《旧约圣经·利未记》中的一章，记载摩西在西奈山从耶和华得到的部分指示。该章涉及许多被认为是“不洁的”或“令人憎恶的”性行为。该章主要涉及乱伦，不过也包括了涉及兽交以及同性性行为（22节：“与男人苟合，像与女人一样。”。近年来，对该章的解释成为基督徒和犹太人争论的焦点（参见同性恋与基督教、犹太人对同性恋的观点）。   
通常认为，利未记18章是利未记11-26章圣洁code的一部分和性禁忌，很类似于利未记20章（强调惩罚）。   

## 背景
根据利未记18章的3节、27节、30节，这些被认为是“可憎的”风俗，是模仿埃及人，特别是迦南人的结果。
而且暗示，在以色列人之前定居在此的迦南人，正是由于这些“可憎的”风俗，才遭到厄运。 

## 乱伦
有关乱伦的律法是站在男性的角度，而且所包括的非常广泛，不仅包括有直接血缘关系的血亲，
“不可露你母亲的下体，这本是你父亲的下体；她是你的母亲，不可露她的下体。不可露你父亲妻子的下体，这本是你父亲的下体。你的姊妹，不拘是异母同父的，或异父同母的，无论是生在家的或生在外的，都不可露她们的下体。不可露你孙女或外孙女的下体，因为她们的下体就是你自己的下体。你父亲妻子从你父亲生的女儿本是你的姊妹，不可露她的下体。不可露你姑母的下体；她是你父亲的骨肉之亲。不可露你姨母的下体；她是你母亲的骨肉之亲。” 
而且也包括通过婚姻关系形成的姻亲：
“不可亲近你伯叔的妻子，这乃是露你伯叔的下体；她是你的伯叔母。不可露你儿媳的下体；她是你儿子的妻子，不可露她的下体。不可露你兄弟妻子的下体，这本是你兄弟的下体。”
律法没有明确禁止男子与自己的女儿发生性关系，但17节则明确禁止与一位妇女和她的女儿都发生性关系。。一位男子与他的妻子以及她的某一个女儿发生性关系是被禁止的。不过，这只是对这段经文的现代理解。

## 同性恋
传统上，18章22节被当作明确定罪男同性恋的律法。关于这些经文是否应该应用以及如何应用于现代基督徒和犹太人的情形（参见圣经与同性恋）的争论，已经结束了有关的诠释。
不过，关于这一节本身的意义也有争议：
许多作者（包括格林伯格1988:191，温汉姆 1979:259，卡恩1984:49）声明，22节谴责“同性性行为”却没有解释这些词语的含义。
一些作者认为22节只包括男性插入男性（肛交）。这些作者包括

自由主义神学家。

## 兽交
在利未记18章23节中提到，无论是男性还是女性与动物发生性关系都是严重的罪行。